# Битка код Харима
Битка код Харима вођена је 12. августа 1164. године између крсташа Византије, Антиохије, Триполија и Јерменије са једне и муслимана Алепа, Дамаска и Мосула са друге стране. Битка је део крсташких ратова, а завршена је муслиманском победом.

## Битка
Нур ад Дин, велики муслимански војсковођа је искористио одлазак јерусалимског краља Амалрика у поход на Египат да нападне грофовију Триполи. Владари осталих крсташких држава притекли су јој у помоћ. Крсташка армија је била знатно бројнија (око 30.000 људи наспрам армији мањој од 9000 људи). Предводили су је Ремон III, Боемунд III, Жосцелин III, Иго VIII Лизињан и Константин Каламанос. Охрабрени претходном победом, крсташи су кренули у директан напад. Успешно се одбранивши, Нур ад Дин је дотерао крсташе до мочваре и тако им пресекао једини пут за бекство. Потом је снажним нападом натерао крсташе у воду. Многи су се подавили или су погођени стрелама муслимана са обале. У бици су заробљени Боемунд III, Ремон III и Жосцелин III.